# 안평중학교
안평중학교(安平中學校)는 경상북도 의성군에 있었던 공립 중학교이다.

## 학교 연혁
- 1952년 3월 31일 안평중학원 설립인가(김재환 원장 취임)
- 1952년 4월 5일 2학급 편성 인가
- 1953년 4월 1일 안평중학교 설립 인가, 초대 김재환 교장 취임(4학급 편성)
- 1953년 5월 22일 개교
- 1955년 3월 6일 제1회 졸업생 117명
- 1971년 1월 29일 안평중학교 학년당 4학급 인가, 안평중학교 신평분교 설립 인가
- 1971년 3월 1일 신평분교장 개교
- 1975년 3월 1일 신평분교장 신평중학교 승격 분리[1]
- 1979년 12월 18일 학교보건환경심사 최우수 문교부장관상 수상
- 1993년 1월 28일 의성군교육청 실적 평가 대회 학력 관리 부문 우수교 수상
- 1995년 3월 1일 신평중학교 분교장 격하 편입
- 2001년 11월 15일 의성군교육청지정 제7차 교육과정 시범학교 운영
- 2002년 2월 2일 의성군교육청 특기 적성화동 우수교 수상
- 2003년 2월 13일 의성군교육청 도서실 운영 우수교 수상
- 2004년 2월 11일 의성군교육청 특수시책 구현 우수교 수상
- 2007년 3월 1일 신평분교장 폐교 및 본교 통폐합
- 2009년 4월 7일~2011년 2월 28일 즐거운 학교 만들기 운영(문화, 생태, 체육, 예술체험)
- 2010년 12월 15일 국가수준 학업성취도 평가(3학년) 학력 우수교 수상
- 2015년 2월 11일 제61회 졸업식 2명 졸업생 누계 5,833명
- 2015년 3월 1일 제28대 남홍식 교장 취임
- 2015년 3월 2일 입학식 신입생 9명
- 2016년 2월 29일 안평중학교+단밀중학교+비안중학교 통합 및 기숙형 중학교 경북중부중학교로 통폐합[2], 63년만에 폐업

## 참고 자료
- 안평중학교 - 한국교육학술정보원 학교알리미